# 서울 수유동 분청사기 가마터
수유동 분청사기 가마터(水踰洞 粉靑沙器 가마터)는 서울특별시 강북구 삼각산에 있는 조선시대의 가마터이다. 2014년 3월 27일 서울특별시의 기념물 제36호로 지정되었다.

## 지정 사유
수유동 분청사기 가마터는 북한산 일대 고려 말에서 조선 초기에 이르는 시기에 운영된 가마로서 2011년 학술발굴조사가 이루어져 그 중요성이 입증된 유적이다.
조선 초기 한양을 소비지로 하는 북한산 일대 가마의 전모를 보여주며, 도자 양식사적으로 상감청자에서 분청사기로 이행하는 도자생산의 변화 양상을 밝혀주며, 경제사적으로 조선시대 관요 성립 이전 서울지역 도자의 수급체계 추적의 단서를 제공하는 중요한 유적이므로 문화재로 지정하여 체계적으로 보존 관리할 필요가 있다.

## 조사 보고서
서울의 도자기 가마터는 크게 수락산, 북한산, 관악산 지역을 중심으로 나뉘며, 수락산은 상계동 일대에, 북한산은 수유동, 우이동 일대에, 관악산은 신림동, 봉천동 일대에 가마터가 분포하고 있다.
이러한 분포상황은 일제강점기 총독부에서 발간한 『조선보물고적조사자료(1942)』를 통해 일찍부터 그 존재는 알려져 있었으나, 가마터들의 정확한 위치와 현황이 드러나기 시작한 것은 1990년대 후반부터 실시된 지자체 단위의 문화유적지표조사와 문화유적분포지도사업이 실시되면서 부터이다. 서울역사박물관에서 2005년에 <서울특별시 문화유적분포지도>, 2006년에는 <서울의 도요지와 도자기>를 발간하면서 가마터에 대해 꾸준히 관심을 기울여 왔고, 2009년에 실시한 강북구 상감청자가마터 정밀지표조사에서는 자력탐사 기법 등을 동원하여 총 21개소의 고려 말~조선 초기 가마터의 분포를 확인한 바 있다. 그리고 2011년에는 금번에 문화재로 지정하고자 하는 <수유동 분청사기 가마터>에 대한 학술발굴조사가 이루어져 유구의 규모와 구조, 성격 등에 대해 상세하게 밝혀지게 되었다.
<수유동 분청사기 가마터>는 서울특별시 강북구 수유동 산 127-1번지에 위치하고 있으며 지표조사 당시 수유동 가마터 3호로 명명되었던 것으로 북한산 남동쪽 구릉 하단부 계곡과 인접하여 위치하고 있다. 수유동 소재의 이준열사 묘역을 지나면 국립공원에서 조성한 탐방로가 보이는데 이를 따라 약 100m 올라가면 확인된다.
가마를 중심으로 좌·우측으로 도자기의 퇴적 양상이 확인되나, 좌측의 추정 폐기장은 탐방로의 개설 등으로 이미 대부분 파괴된 것으로 확인되어 가마 1기와 우측의 폐기장만이 조사되었다. 가마를 남북으로 가로지르는 자연탐방로를 기준으로 동쪽으로 요전부(窯前部)와 아궁이, 그리고 소성실의 일부는 양호한 상태로 확인되었고, 요전부의 우측으로 온돌시설이 1기 확인되었다. 서쪽으로는 조림사업과 탐방로의 개설 등으로 인해 대부분이 파괴된 상태로 2차 피열된 것으로 보이는 적황색의 소토면만이 확인되었다고 한다.
조사결과 확인된 가마의 구조는 무계단식 단실요(無階段式 單室窯)로 잔존 상태가 양호한 부분은 아궁이와 소성실이다. 가마의 규모는 전체길이 약 19.8m 가량으로 소성실 중 아궁이와 인접한 5.6m는 양호한 상태로, 9.2m가량은 파괴된 상태로 확인되었다.
아궁이는 타원형으로 길이 1.6m, 내폭 1.3~1.6m, 깊이 0.9m의 크기로 비교적 잘 확인된다. 아궁이는 암반층을 굴착한 뒤 내벽면은 할석과 점토 등을 이용하여 조성하였다. 가마 벽의 단면에서는 2차례 이상 보수 축조하였던 양상이 확인되나, 소성실 바닥의 소결면 단면은 매우 얇아 대조적인 모습을 보인다. 아궁이의 입구는 높이 37cm가량의 할석을 세우고, 그 위에 가로 45cm가량의 할석을 올려 축조한 것으로 보인다. 아궁이에서 번조실로 이어지는 부분은 아궁이 바닥에서 거의 수직으로 약 0.9m 올라가 불턱을 이룬다.
소성실은 탐방로로 인하여 소성실 가운데 5m 가량은 발굴이 불가능한 상태이며, 탐방로 서쪽의 유구 추정범위는 길이 9.2m, 폭 1.3~1.5m 가량의 소결면으로 경사도는 15.6°이다. 적색의 바닥면이 부분적으로 확인되나 대부분 적황색의 소토층만이 가마가 있었던 것을 추정할 수 있을 뿐 배연부 등은 확인되지 않는다.
출토 유물은 대접, 접시와 같은 일상 기종이 대부분으로, 그 외에 병, 잔, 합, 호 등이 출토되었다. 그리고 구연을 오려내고, 음각 선문으로 잔의 외면을 화형으로 구획하여 장식한 화형잔과, 압출로 전접시의 형태를 제작한 뒤 구연을 화형으로 오려내어 장식한 화형접시 등도 확인된다. 소량의 음각 혹은 양각으로 장식한 기물을 제외하면 대부분이 상감과 인화기법을 시문한 것으로 확인된다. 태토는 잡물이 일부 확인되는 회색, 회백색의 태토이다. 유색은 대부분 회청색을 띠며 일부는 담청색 및 산회되어 나타나는 갈색조와 유약의 소성상태가 좋지 않아 광택없이 거친 백색으로 발색된 것까지 다양하게 나타난다. 유약은 대부분 전면에 시유한 뒤 굽 부분에 3~5개의 태토빚음을 받치거나 굵은 모래를 이용하여 포개구이하였다. 대부분의 기종이 죽절굽 형태를 하고 있으며, 소형의 접시 혹은 전접시 등 일부 기종에서는 낮은∨자형 굽이 확인된다. 굽 안쪽은 대부분을 눌러 다양한 누름문이 확인된다. 다양한 형태의 도침이 확인되나, 갑발 등 기타 요도구(窯道具)은 확인되지 않으며, 초벌구이 편이 다량 확인되고 있어 재벌구이 과정이 주로 이루어진 것으로 추정된다.
강북구 수유동‧우이동 일대 가마터들은 특히 강진의 상감청자 생산이 쇠퇴하고 분청사기 생산이 증가하는 시점에 도성에 인접한 위치에 형성된 가마여서 고려 말 ~ 조선 초로 이어지는 도자기의 생산과 유통관계를 두루 살필 수 있는 유적임을 알 수 있다. 따라서 양식사적으로는 상감청자에서 분청사기로 이행하는 도자 생산의 변화양상을 밝힐 수 있으며 경제사적 시각에서는 조선시대 관요 성립 이전 서울지역 도자의 수급체계 추적의 단서를 제공하는 유적에 해당하므로 문화재로서 가치가 높아 서울특별시 기념물로 지정․보존하고자 한다.

## 참고 자료
- 수유동 분청사기 가마터 - 국가유산청 국가유산포털